# Европско првенство у атлетици у дворани 2009 — 3.000 метара за жене
Такмичење у дисциплини трчања на 3.000 м у женској конкуренцији на Европском првенству у атлетици 2009. у Торину одржана је у 7. марта (квалификације) а 8. марта (финале). Такмичење је одржано у мулти-спортској дворани Овал Лингото. Учествовала је 19 такмичарка из 12 земаља.
Титулу освојену у Бирмингему 2007, није одбранила Лидија Хојецка из Пољске.

## Сатница
| Датум   | Време |               |
| ------- | ----- | ------------- |
| 7. март | 11:15 | Квалификације |
| 8. март | 16:30 | Финале        |

## Земље учеснице
1. Грчка (1)
2. Ирска (2)
3. Италија (2)
4. Пољска (1)
5. Португалија (3)
6. Румунија (1)
7. Русија (2)
8. Србија (1)
9. Турска (1)
10. Уједињено Краљевство (1)
11. Француска (1)
12. Шпанија (2)

## Рекорди
| Рекорди пре почетка Европског првенства 2009. | Рекорди пре почетка Европског првенства 2009. | Рекорди пре почетка Европског првенства 2009. | Рекорди пре почетка Европског првенства 2009. | Рекорди пре почетка Европског првенства 2009. |
| --------------------------------------------- | --------------------------------------------- | --------------------------------------------- | --------------------------------------------- | --------------------------------------------- |
| Светски рекорд                                | Месерет Дефар Етиопија                        | 8:23,72                                       | Штутгарт, Немачка                             | 3. фебруар 2007                               |
| Европски рекорд                               | Лилија Шобухова Русија                        | 8:26,99                                       | Москва, Русија                                | 17. фебруар 2006                              |
| Рекорди европских првенстава                  | Фернанда Рибеиро Португалија                  | 8:39,49                                       | Стокхолм, Шведска                             | 9. март 1996                                  |
| Светски рекорд сезоне у дворани               | Месерет Дефар Етиопија                        | 8:26,99                                       | Штутгарт, Немачка                             | 7. фебруар 2009                               |
| Европски рекорд сезоне у дворани              | Ана Алминова Русија                           | 8:28,49                                       | Штутгарт, Немачка                             | 7. фебруар 2009                               |

## Најбољи европски резултати у 2009. години
Десет најбољих европских атлетичарки на 3.000 метара у дворани 2009. године пре почетка првенства (6. марта 2009), имале су следећи пласман на европској и светској ранг листи. (СРЛ),
| 1.  | Ана Алминова    | Русија      | 8:28,49 | 8. фебруар  | 2. СРЛ  |
| 2.  | Мери Кален      | Ирска       | 8:43,74 | 13. фебруар | 4. СРЛ  |
| 3.  | Џесика Аугусто  | Португалија | 8:44,81 | 21. фебруар | 5. СРЛ  |
| 4.  | Сара Мореира    | Португалија | 8:53,27 | 14. фебруар | 10. СРЛ |
| 5.  | Elena Romagnolo | Шпанија     | 8:54,14 | 22. фебруар | 13. СРЛ |
| 6.  | Силвија Ејдис   | Пољска      | 8:54,34 | 7. фебруар  | 14. СРЛ |
| 7.  | Јулија Зарипова | Русија      | 8:54,50 | 16. фебруар | 15. СРЛ |
| 8.  | Јелена Орлова   | Русија      | 8:54,57 | 13. фебруар | 16. СРЛ |
| 9.  | Инес Монтеиро   | Португалија | 8:54,97 | 14. фебруар | 17. СРЛ |
| 10. | Олесја Сирева   | Русија      | 8:55,03 | 13. јануар  | 18. СРЛ |
|     |                 |             |         |             |         |
|     | Соња Столић     | Србија      | 9:13,57 |             |         |

Такмичарке чија су имена подебљана учествовале су на ЕП 2009.

## Освајачи медаља
|                        |                           |                   |
| Алемиту Бекеле, Турска | Сара Мореира, Португалија | Мери Кален, Ирска |

## Стартна листа
Табела представља листу такмичарки пре почетка првенства у трци на 3.000 метара у дворани са њиховим најбољим резултатом у сезони 2009, личним рекордом и националним рекордом земље коју представљају.
| Група | Стаза | Атлетичар          | Земља                | ЛР      | ЛРС      | НР      |
| ----- | ----- | ------------------ | -------------------- | ------- | -------- | ------- |
| 1.    | 1.    | Élodie Olivarès    | Француска            | 9:03,13 | 9:03,13  | 8:41,63 |
| 1.    | 2.    | Deirdre Byrne      | Ирска                | 9:04,74 | 9:04,74  | 8:43,74 |
| 1.    | 3.    | Нуриа Фернандез    | Шпанија              | 9:03,83 | 9:24,67  | 8:40,98 |
| 1.    | 4.    | Ана Алминова       | Русија               | 8:28,49 | 8:28,49  | 8:27,86 |
| 1.    | 5.    | Elena Romagnolo    | Италија              | 8:54,14 | 8:54,14  | 8:44,81 |
| 1.    | 6.    | Сара Мореира       | Португалија          | 8:53,27 | 8:53,27  | 8:36,79 |
| 1.    | 7.    | Katrina Wootton    | Уједињено Краљевство | 8:50,69 | 8:56,91  | 8:31,50 |
| 1.    | 8.    | Инес Монтеиро      | Португалија          | 8:54,97 | 8:54,97  | 8:36,79 |
| 1.    | 9.    | Алемиту Бекеле     | Турска               | 8:56,73 |          | 8:48,60 |
|       |       |                    |                      |         |          |         |
| 2.    | 1.    | Лидија Хојецка     | Пољска               | 8:38,21 | 8:57,08  | 8:38,21 |
| 2.    | 2.    | Констадина Ефедаки | Грчка                | 8:53,95 | 8:58,12  | 8:53,95 |
| 2.    | 3.    | Џесика Аугусто     | Португалија          | 8:44,81 | 8:44,.81 | 8:36,79 |
| 2.    | 4.    | Ева Ариас          | Шпанија              | 9:23.47 |          | 8:40,98 |
| 2.    | 5.    | Силвија Вајстајнер | Италија              | 8:44,81 | 8:56,21  | 8:44,81 |
| 2.    | 6.    | Јулија Заруднева   | Русија               | 8:54,50 | 8:54,50  | 8:27,86 |
| 2.    | 7.    | Мери Кален         | Ирска                | 8:43,74 | 8:43,74  | 8:43,74 |
| 2.    | 8.    | Анкута Бобокел     | Румунија             | 9:02,05 | 9:14,78  | 8:32,88 |
| 2.    | 9.    | Соња Столић        | Србија               | 9:13,57 | 9:13,57  | 9:04,23 |

## Резултати

### Квалификације
Такмичарке су подељене у 2 групе по 9. У финале су ишле по 4 првопласиране из сваке групе (КВ) и 4 према постигнутом резултату (кв).
| Плас. | Група | Атлетичарка        | Земља                | Време   | Белешка   |
| ----- | ----- | ------------------ | -------------------- | ------- | --------- |
| 1.    | 2     | Мери Кален         | Ирска                | 8:55,01 | КВ        |
| 2.    | 2     | Јулија Заруднева   | Русија               | 8:55,49 | КВ        |
| 3.    | 1     | Алемиту Бекеле     | Турска               | 8:57,94 | КВ        |
| 4.    | 1     | Нуриа Фернандез    | Шпанија              | 8:58,02 | КВ        |
| 5.    | 1     | Сара Мореира       | Португалија          | 8:58,09 | КВ        |
| 6.    | 2     | Силвија Вајстајнер | Италија              | 8:59,17 | КВ        |
| 7.    | 2     | Џесика Аугусто     | Португалија          | 9:00,20 | КВ        |
| 8.    | 1     | Deirdre Byrne      | Ирска                | 9:00,67 | кв, ЛР    |
| 9.    | 1     | Katrina Wootton    | Уједињено Краљевство | 9:01,21 | кв        |
| 10.   | 2     | Анкута Бобокел     | Румунија             | 9:01,65 | кв        |
| 11.   | 1     | Инес Монтеиро      | Португалија          | 9:01,88 | кв        |
| 12.   | 1     | Elena Romagnolo    | Италија              | 9:05,60 |           |
| 13.   | 2     | Соња Столић        | Србија               | 9:10,10 | ЛР        |
| 14.   | 1     | Élodie Olivarès    | Француска            | 9:11,26 |           |
| 15.   | 2     | Ева Ариас          | Шпанија              | 9:11,39 | ЛР        |
| —     | 1     | Ана Алминова       | Русија               | 8:58,03 | КВ, Диск. |
| —     | 2     | Констадина Ефедаки | Грчка                | НЗ      |           |
|       | 2     | Лидија Хојецка     | Пољска               | НЗ      |           |

### Финале
,
| Плас. | Атлетичарка        | Земља                | Време   | Белешка |
| ----- | ------------------ | -------------------- | ------- | ------- |
|       | Алемиту Бекеле     | Турска               | 8:46,50 | НР      |
|       | Сара Мореира       | Португалија          | 8:48,18 | ЛР      |
|       | Мери Кален         | Ирска                | 8:48,47 |         |
| 4.    | Нуриа Фернандез    | Шпанија              | 8:49,49 | ЛР      |
| 5.    | Силвија Вајстајнер | Италија              | 8:50,17 | ЛРС     |
| 6.    | Јулија Заруднева   | Русија               | 8:58,55 |         |
| 7.    | Анкута Бобокел     | Румунија             | 8:59,78 | ЛР      |
| 8.    | Katrina Wootton    | Уједињено Краљевство | 9:01,83 |         |
| 9.    | Џесика Аугусто     | Португалија          | 9:04,48 |         |
| 10.   | Deirdre Byrne      | Ирска                | 9:08,89 |         |
| 11.   | Инес Монтеиро      | Португалија          | 9:14,34 |         |
| 6.    | Ана Алминова       | Русија               | 8:51,36 | Диск.   |

### Пролазна времена у финалу
| Дистанца | Атлетичарка    | Земља  | Време   |
| -------- | -------------- | ------ | ------- |
| 1.000 м  | Алемиту Бекеле | Турска | 3:00,58 |
| 2.000 м  | Алемиту Бекеле | Турска | 5:58,33 |